# Calymmodon
Calymmodon är ett släkte av stensöteväxter. Calymmodon ingår i familjen Polypodiaceae.

## Dottertaxa tillCalymmodon, i alfabetisk ordning[1]
- Calymmodon acrosoroides
- Calymmodon acutangularis
- Calymmodon asiaticus
- Calymmodon binaiyensis
- Calymmodon borneensis
- Calymmodon clavifer
- Calymmodon conduplicatus
- Calymmodon congestus
- Calymmodon coriaceus
- Calymmodon cucullatus
- Calymmodon curtus
- Calymmodon debilis
- Calymmodon decipiens
- Calymmodon fragilis
- Calymmodon gibbsiae
- Calymmodon gracilis
- Calymmodon holttumii
- Calymmodon hyalinus
- Calymmodon hygroscopicus
- Calymmodon ichthyorhachioides
- Calymmodon innominatus
- Calymmodon kaniensis
- Calymmodon kanikehensis
- Calymmodon kinabaluensis
- Calymmodon latealatus
- Calymmodon ledermannii
- Calymmodon linearis
- Calymmodon luerssenianus
- Calymmodon mnioides
- Calymmodon morobensis
- Calymmodon murkelensis
- Calymmodon muscoides
- Calymmodon ohaensis
- Calymmodon pallidivirens
- Calymmodon papuanus
- Calymmodon pendens
- Calymmodon pergracillimus
- Calymmodon persimilis
- Calymmodon ponapensis
- Calymmodon pseudoclavifer
- Calymmodon pseudordinatus
- Calymmodon ramifer
- Calymmodon rapensis
- Calymmodon redactus
- Calymmodon schultzei
- Calymmodon seramensis
- Calymmodon subalpinus
- Calymmodon tehoruensis